# Motel AGIP
Motel AGIP was de handelsnaam van de Italiaanse hotelketen SEMI (Società Esercizio Motel Italia S.p.A.) 

## Inleiding
In 1953 werd in Italië het staatsbedrijf Eni opgericht. De Eni kwam onder leiding te staan van de directeur, Enrico Mattei, van het oliebedrijf AGIP dat in Eni op ging. Op initiatief van Mattei opende in 1956 het Motel AGIP, tegenwoordig Hotel Dolomiti, in Cortina d'Ampezzo voor bezoekers van de Olympische Spelen die met eigen auto reisden. De hotels in Firenze en San Donato werden speciaal voor de locatie ontworpen. De architecten Ugo Ratti en Marco Bacigalupo kwamen met twee grote hotels van acht verdiepingen. In Pisticci kreeg het hotel slechts twee verdiepingen boven de parkeerplatsen. Mattei had, voor zijn dood in 1962, architect Geliner aangezocht om een standaard hotel te ontwerpen. Het ontwerp van Geliner had een dakterras en voorzieningen op de begane grond. Daar tussen waren de verdiepingen met kamers gesitueerd. Het ontwerp is op vele plaatsen, in Italiè en zelfs Dar es Salaam, uitgevoerd waarbij het aantal verdiepingen met kamers varieert van 2 tot 6.

## SEMI
Samen met het Italiaanse autosnelwegplan van 21 mei 1955 werd ook duidelijk dat de gebruikers van deze nieuwe wegen behoefte zouden hebben aan brandstoffen voor hun auto's, alsmede aan voedsel en slaapplaatsen voor zich zelf. Nadat in mei 1956 de aanleg van de Autostrada del Sole was begonnen, startte de strijd om de concessies voor de tankstations en wegrestaurants. Mattei wilde ook een deel van deze nieuwe markt veroveren en kwam zo op het idee voor een dochterbedrijf dat zich zou richten op de toeristische sector. De Eni divisies AGIP (aardolie) en SNAM (aardgas) richtten in 1960 de SEMI S.p.A. op als dochterbedrijf belast met het beheer van de tankstations en motels langs de autosnelwegen. De SEMI kreeg ook een vergunning om als reisbureau te fungeren.  

## Marktverdeling
De grote concurrenten bij de wegrestaurants waren drie ketens die voortkwamen uit de levensmiddelenindustrie: Pavesi, Motta en Alemagna. De familie Pavesi koppelde haar restaurants aan Esso en de familie Motta ging in zee met BP, terwijl AGIP als oliemaatschappij haar activiteiten door middel van SEMI uitbreidde tot de horecasector. Naast AGIP waren nog vijf andere oliemaatschappijen kandidaat voor de tankstations tussen Milaan en Florence. SEMI kreeg zeven van de negentien concessies. De bars maakten bij SEMI integraal onderdeel uit van de tankstations en van de acht wegrestaurants werden er drie aan SEMI toebedeeld. De grote vissen waren de twee motels aan de beide uiteinden van het deeltraject Milaan - Florence die beide aan SEMI werden toegewezen. De motels Milano San Donato en Firenze Nord werden geopend in 1962. De drie motels tussen Florence en Napels werden echter gegund aan Pavesi, net als de twee tussen Napels en Salerno. 

## Groei
Na het noordelijke deel van de Autostrada del Sole groeiden de verschillende spelers mee met het Autostrada netwerk en SEMI beheerde uiteindelijk 410 Bar AGIP en 18 Motel AGIP. De 64 restaurants werkten onder de naam Ristoragip maar werden beheerd door franchisenemers en niet door SEMI. Wat betreft de snackbars langs de autostrada werd nauw samengewerkt met Alemagna, wat vooral in het zuiden resulteerde in de naam AGIP-Alemagna. De groei van het aantal motels kwam na 1966 vooral tot stand door het opkopen van bestaande hotels en het verlenen van franchises, later werden zelfs hele vakantieparken overgenomen. In 1973 waren vijftig motels in Italië in gebruik waarvan het grootste deel als franchise. In 1974 werd een vestiging in Egerkingen (Zwitserland) geopend. In 1974 was 90% van de 290 wegrestaurants/bars langs de autostrada in handen van de drie private ondernemingen. Als gevolg van de oliecrisis kwam echter een einde aan de groei en werd besloten tot nationalisatie van de drie private partijen, die vervolgens werden samengevoegd tot Autogrill. Ondanks het wegvallen van de concurrentie, alles was nu indirect staatseigendom, kwam SEMI korte tijd later zelf ook in moeilijkheden.

## Neergang
In 1984 werd door Eni besloten tot een reorganisatie van de toeristische sector, lees SEMI. Door de aankoop van onroerendgoedbeheerder Samaveda en oliehandel ISAR was de portefeuille in 1982 uitgebreid met, naar later bleek, zeer verliesgevende activiteiten en de verliezen van SEMI stapelden zich op. In 1985 werd een nieuwe reclamecampagne gestart en werd geprobeerd het tij te keren door het opkopen van winstgevende hotels en de verkoop van pakketreizen. In 1987 had SEMI inmiddels 41 motels in eigen beheer. In 1988 werd duidelijk dat de situatie niet houdbaar was en kwam het afstoten van de hotelactiviteiten in beeld. In 1992 werd staatsbedrijf Eni omgezet in een NV en werden 18 hotels, 17 van AGIP en 1 (Milaan San Donato) van SNAM ingebracht in een joint venture van AGIP en de Britse hotelketen Trust House Forte, AGIP Forte International (AFI). Vijftien hotels van AFI werden verkocht aan de National Westminster Bank en voor een periode van 25 jaar teruggehuurd. 
SEMI S.p.A. werd in 1994 geliquideerd maar het merk Motel AGIP bleef bestaan. De Italiaanse Motels die niet in AFI waren ondergebracht, waaronder ook het motel in Cortina d'Ampezzo, zijn vervolgens door AGIP verkocht of gesloten.

## AGIP Motels
| Hotel         | Plaats            | Land        | Geopend |
| ------------- | ----------------- | ----------- | ------- |
| Bologna       | Bologna           | Italië      |         |
| Cagliari      | Cagliari          | Italië      |         |
| Catania       | Catania           | Italië      |         |
| Belluno       | Cortina d'Ampezzo | Italië      | 1956    |
| Cosenza       | Cosenza           | Italië      |         |
| Dar es Salaam | Dar es Salaam     | Tanzania    | 1966    |
| Egerkingen    | Egerkingen        | Zwitserland | 1974    |
| Firenze Nord  | Florence          | Italië      | 1962    |
| Livorno       | Livorno           | Italië      |         |
| Assago        | Milaan            | Italië      |         |
| San Donato    | Milaan            | Italië      | 1962    |
| Modena        | Modena            | Italië      |         |
| Palermo       | Palermo           | Italië      |         |
| Roma          | Rome              | Italië      |         |
| Sarzana       | Sarzana           | Italië      |         |
| Syracuse      | Syracuse          | Italië      |         |
| Trieste       | Trieste           | Italië      |         |
| Torino        | Turijn            | Italië      |         |
| Venezia       | Venetië           | Italië      |         |
| Verona        | Verona            | Italië      |         |
| Vicenza       | Vicenza           | Italië      |         |